# Liste der Kulturdenkmäler in Otterbach (Westpfalz)
In der Liste der Kulturdenkmäler in Otterbach sind alle Kulturdenkmäler der rheinland-pfälzischen Ortsgemeinde Otterbach einschließlich des Ortsteils Sambach aufgeführt. Grundlage ist die Denkmalliste des Landes Rheinland-Pfalz (Stand: 21. Juli 2023).

## Einzeldenkmäler
| Bezeichnung                               | Lage                                                      | Baujahr                           | Beschreibung | Bild                           |
| ----------------------------------------- | --------------------------------------------------------- | --------------------------------- | --- | ------------------------------ |
| Kriegerdenkmal                            | Otterbach, Denkmalstraße Lage                             | 1950er Jahre                      | Kriegerdenkmal 1914/18 und 1939/45; Obelisk in Rundhalle, wohl aus den 1950er Jahren                                                                                            | Fotos hochladen                |
| Hachsche Mühle                            | Otterbach, Hauptstraße 2 Lage                             | 1752                              | Vierseithof; barockes Fachwerkhaus, 1752, Wohnanbau mit Fachwerkgiebel; Steinplatte bezeichnet 1799/1800, Pforte bezeichnet 1756                                                | Fotos hochladen                |
| Wohnhaus                                  | Otterbach, Hauptstraße 12 Lage                            | Mitte des 18. Jahrhunderts        | barockes Fachwerkhaus, Mitte des 18. Jahrhunderts, ehemaliger Gewölbekeller der Scheune                                                                                         | Fotos hochladen                |
| Katholische Pfarrkirche Mariä Himmelfahrt | Otterbach, Kirchenstraße Lage                             | 1887–89                           | neugotische Pseudobasilika, 1887–89, Architekt Franz Schöberl, Speyer | weitere Bilder Fotos hochladen |
| Gedenkkreuz                               | Otterbach, Kirchenstraße, an der katholischen Kirche Lage | erste Hälfte des 19. Jahrhunderts | reliefiertes Steinkreuz, wohl aus der ersten Hälfte des 19. Jahrhunderts | Fotos hochladen                |
| Katholisches Pfarrhaus                    | Otterbach, Kirchenstraße 4 Lage                           | 1888                              | villenartiger eineinhalbgeschossiger Sandsteinquaderbau, teilweise neugotisch, 1888                                                                                             | Fotos hochladen                |
| Friedhofskreuz und Grabsteine             | Otterbach, Morlauterer Straße, auf dem Friedhof Lage      | 19. Jahrhundert                   | Friedhofskreuz, bezeichnet 1898; zwei spätklassizistische Grabsteine, D. Hach († 1831) und K. E. Hach († 1853)                                                                  | weitere Bilder Fotos hochladen |
| Motorradmuseum                            | Otterbach, Otterstraße 4 Lage                             | 1847/48                           | ehemalige protestantische Kirche; spätklassizistischer historisierender Saalbau, 1847/48, 1906 verlängert                                                                       | weitere Bilder Fotos hochladen |
| Schul- und Rathaus                        | Otterbach, Schulhausstraße 4 Lage                         | 1827/28                           | ehemaliges Schul- und Rathaus mit Lehrerwohnung; spätklassizistischer Putzbau mit Kniestock, 1827/28, königlicher Bezirksingenieur Johann Bernhard Spatz, Speyer, Umbau 1882–84 | Fotos hochladen                |
| Wohnhaus                                  | Sambach, Schulstraße 3 Lage                               | 1884                              | ehemalige Schule, 1884; eineinhalbgeschossiger Schulsaal, eingeschossiges Lehrerwohnhaus, im Bestand wohl von 1850                                                              | Fotos hochladen                |